# Паштел-де-ната
Паште́л-де-на́та (порт. pastel de nata, МФА: [pɐʃˈtɛɫ dɨ ˈnatɐ]) або паште́л-де-Беле́н (порт. pastel de Belém, МФА: [pɐʃˈtɛɫ dɨ bɯˈlɐ̃ĩ]) — десерт, тістечко у вигляді горщика з листкового тіста (тарт) із запеченим заварним кремом. Поширене в Португалії та в країнах, що були португальськими колоніями: Бразилії, Анголі, Мозамбіку, Східному Тиморі, Гоа, Макао та інших, а також у країнах, де проживає значна частка емігрантів з Португалії (Канада, Австралія, Люксембург, США, Франція тощо).

## Назва
Pastel перекладається з португальської мови як тістечко, а nata позначає крем, відтак pastel de nata перекладається як кремове тістечко. Друга назва — pastel de Belém має переклад беле́нське тістечко, за назвою району Лісабона під назвою Беле́н, у якому тістечко було вигадано. Множиною від слова pastel у португальській мові є pastéis, або паште́йші в українській мові.

## Історія
Паштейші-де-ната вигадані католицькими монахами у монастирі Жеронімуш (порт. Mosteiro dos Jerónimos) у парафії Санта-Марія-де-Белен у Лісабоні до XVIII сторіччя. У ті часи в монастирях використовували яєчні білки для підкрохмалювання одягу, а також частково убрання монахинь. Жовтки, що лишались, використовувалися для приготування тістечок і тортів. Рецепти солодкої випічки та кондитерських виробів поширилися всією країною.
Після зникнення релігійних орденів і напередодні закриття багатьох монастирів після Португальської революції 1820 року монахи почали продавати паштейші-де-ната на суміжній фабриці цукру, аби отримати хоч якийсь прибуток. 1834 року монастир Жеронімуш був закритий, а рецепт тістечок викупили власники цукрового заводу. 1837 року вони відкрили фабрику Паштел-де-Белен, яка виготовляє відомі тістечка й сьогодні.

## Рецепт
Простий рецепт тістечок використовується з деякими відмінностями в різних кондитерських (паштеларіях) у Португалії. Кондитери варіюють форму горщика з тіста, змінюють склад і густоту начинки. Запевняється, що старовинний рецепт відомий лише історичній паштеларії в Белені.
Для заварного крему кип'ятять молоко з паличкою кориці та лимонною скоринкою, заварюють борошном, розмішаним з холодним молоком, додають зварений окремо сироп із цукру та води, вимішують, проціджують та охолоджують, згодом додаючи яєчні жовтки. Листкове тісто розподіляють по стінках формочок для кексів, заповнюють кремом та випікають у гарячій печі. Готові тістечка посипають корицею й цукровою пудрою та подають гарячими.
Паштел-де-Белен посів 15-ту сходинку в рейтингу найсмачніших смаколиків світу, зібраному The Guardian. У рамах гастрономічного фестивалю в Лісабоні щорічно дегустують й обирають кращий паштел-де-ната. У 2011 році тістечко назване одним з семи гастрономічних див Португалії.

## Галерея

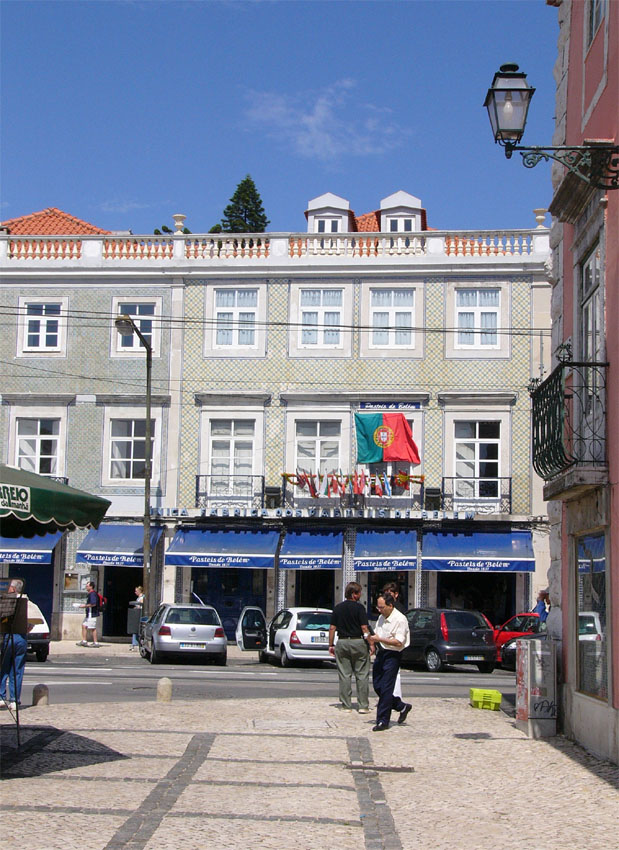
Кондитерська Паштел-де-Белен у районі Санта-Марія-де-Белен
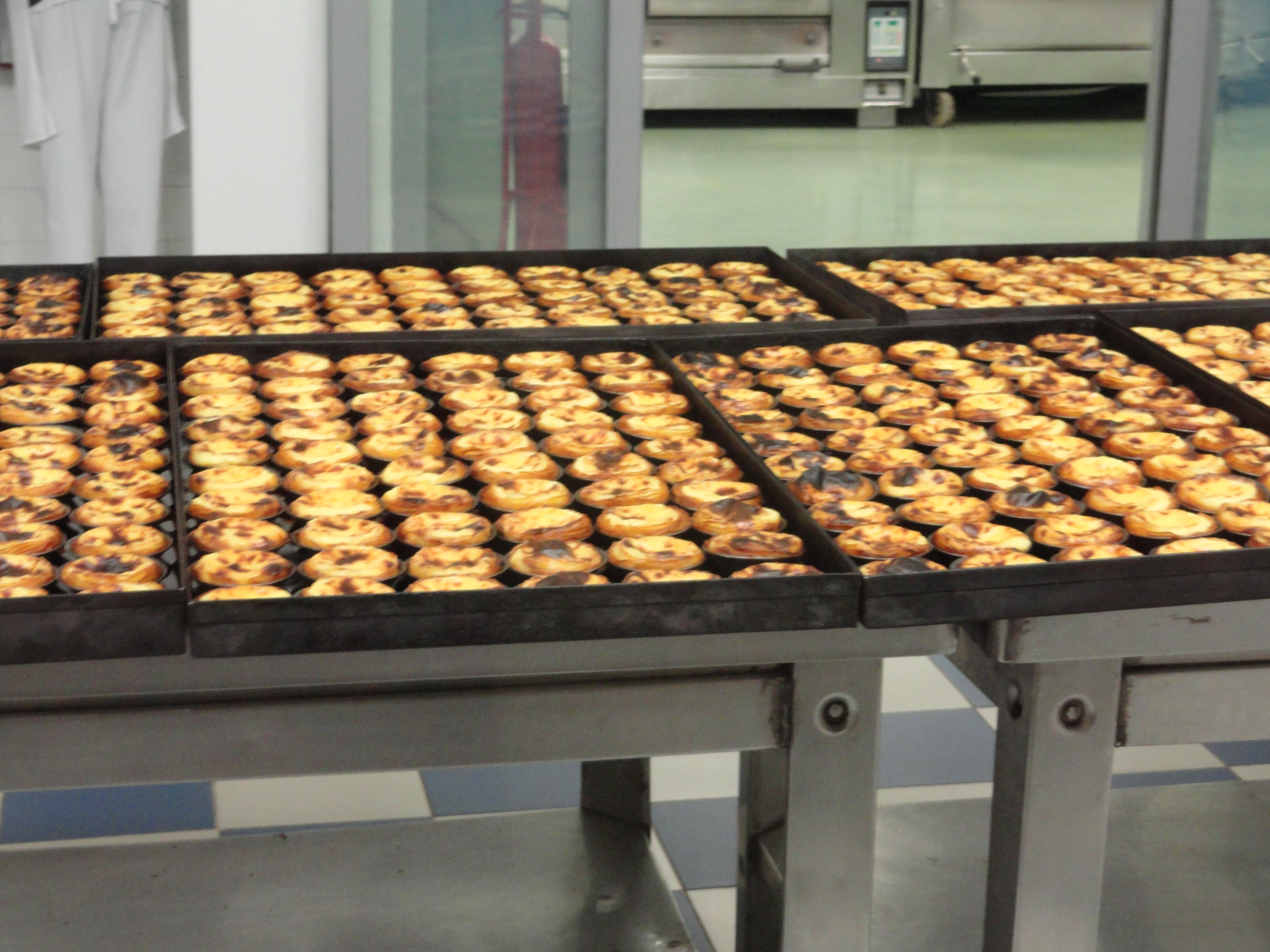
Виготовлення тістечок
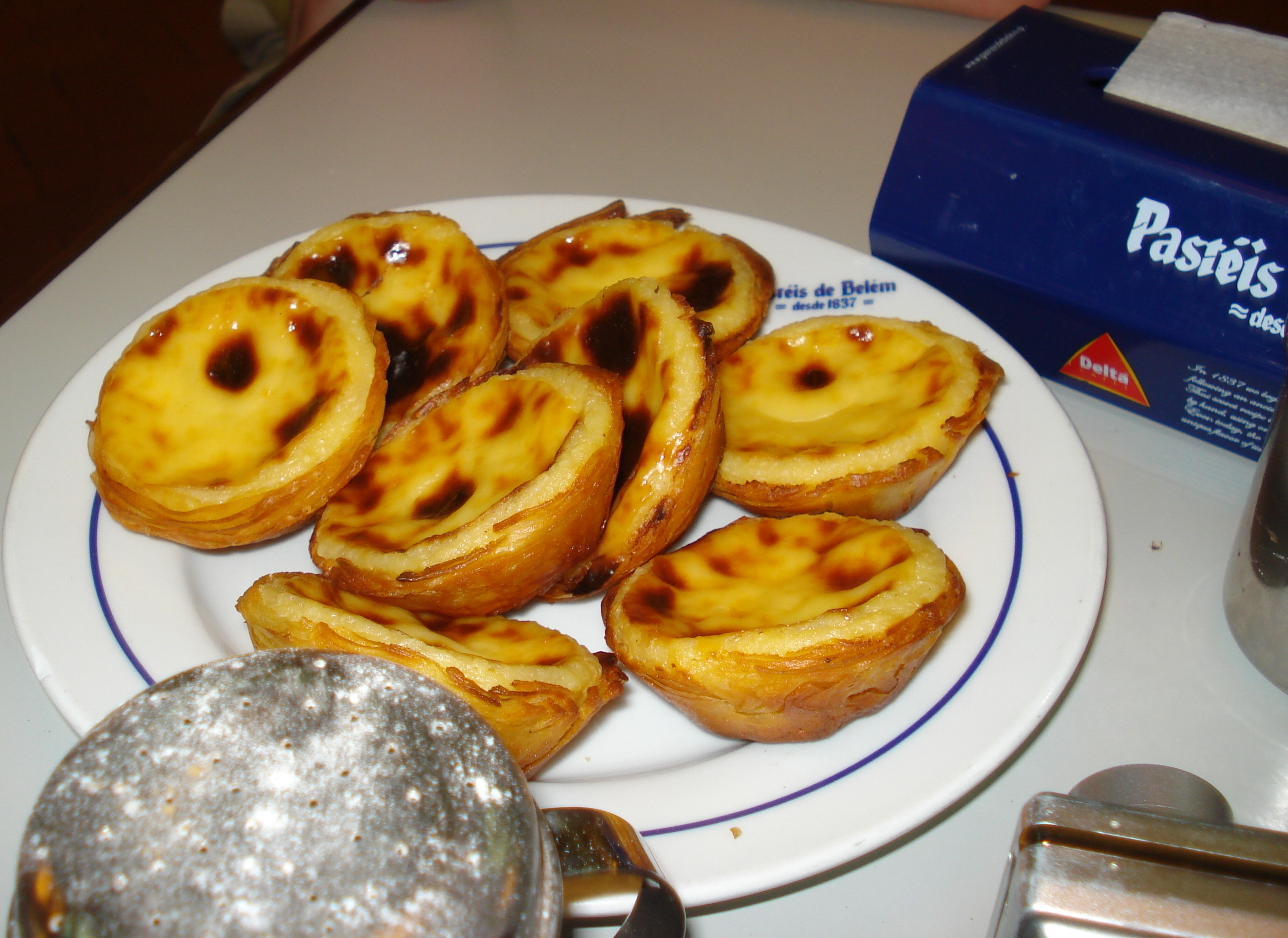
Паштейші-де-Белен з оригінальної паштеларії Pastéis de Belém в Лісабоні
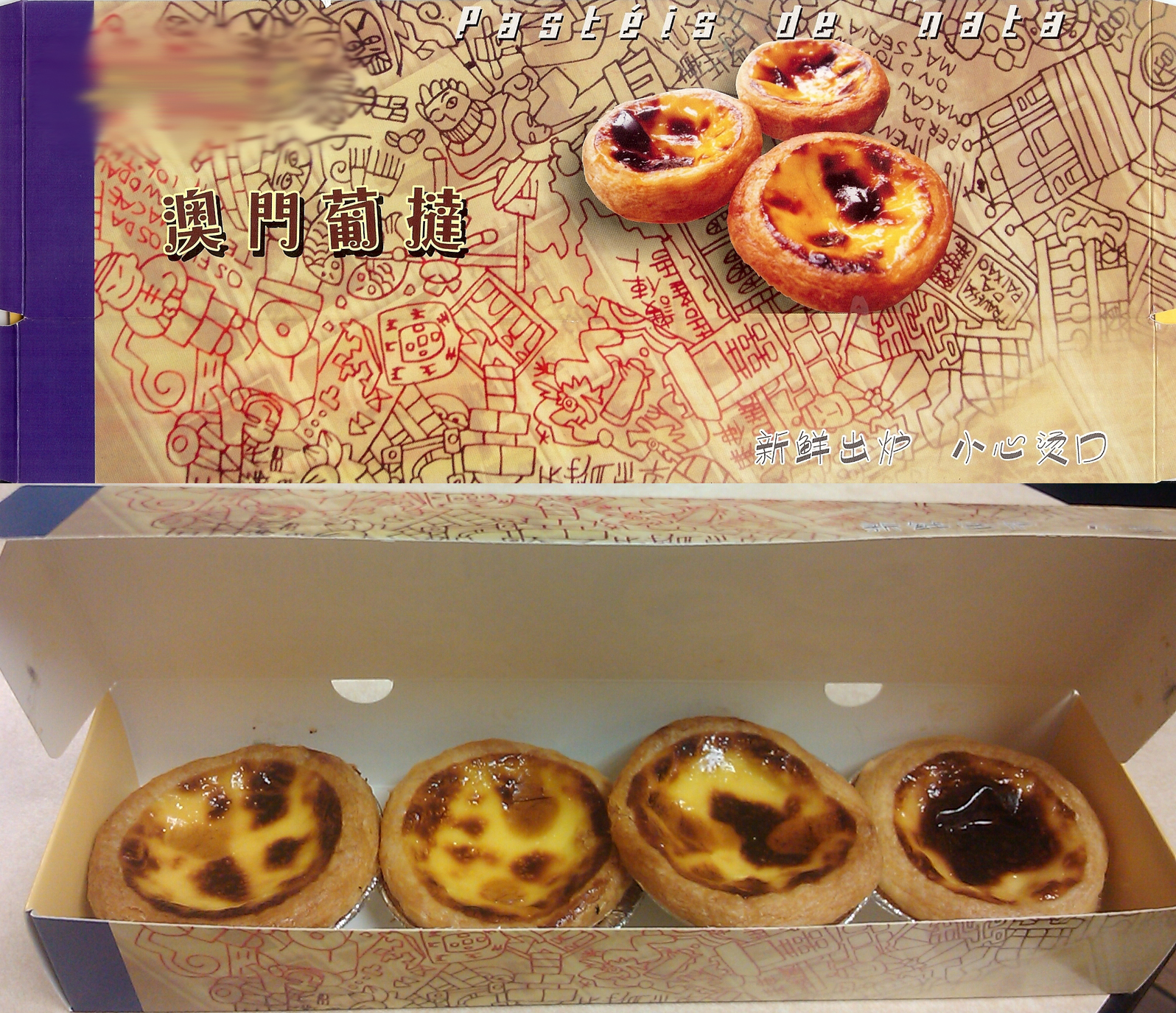
Паштейші-де-ната зі спеціалізованої пекарні в Гуанчжоу, Китай
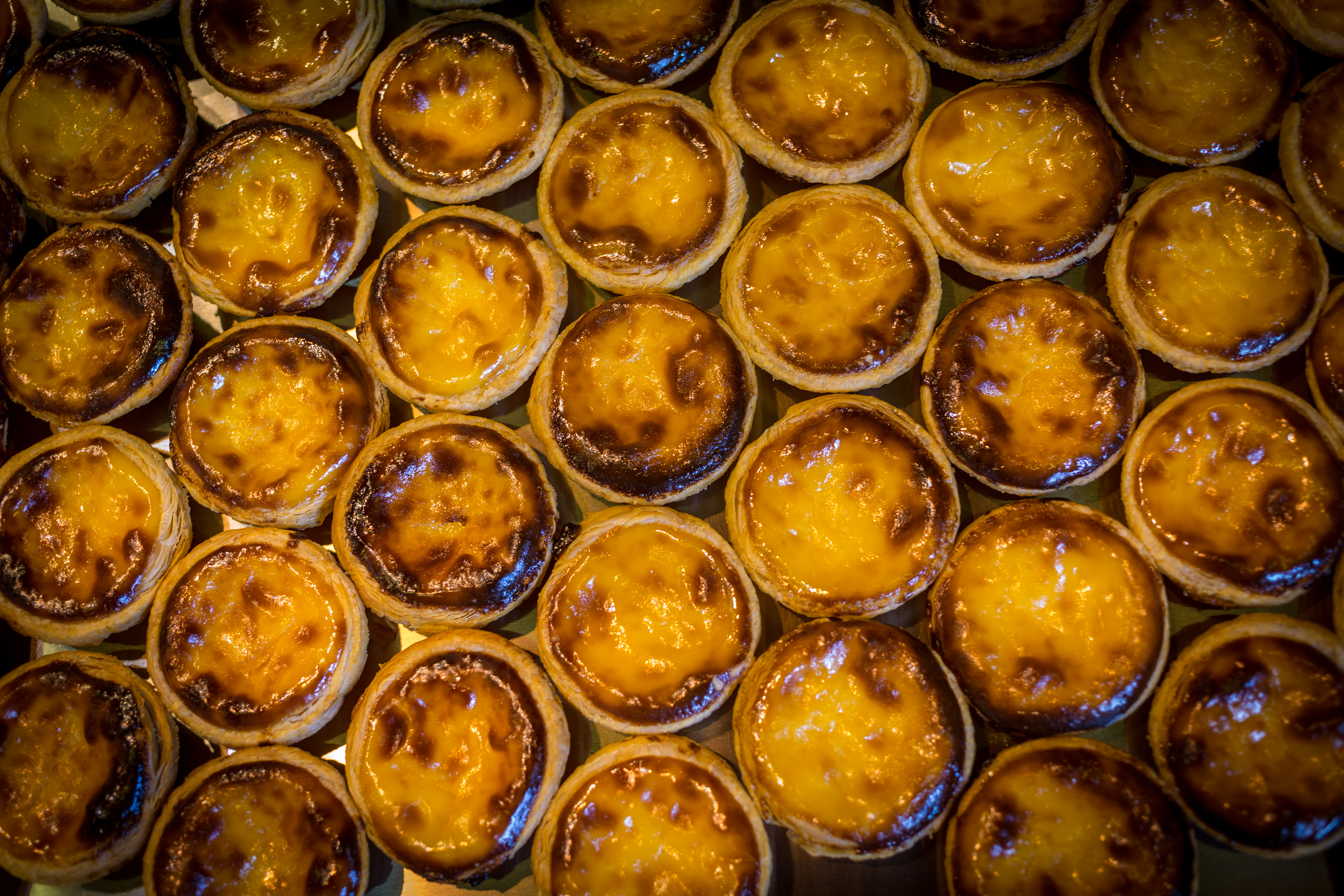
Паштейші-де-ната в Макао
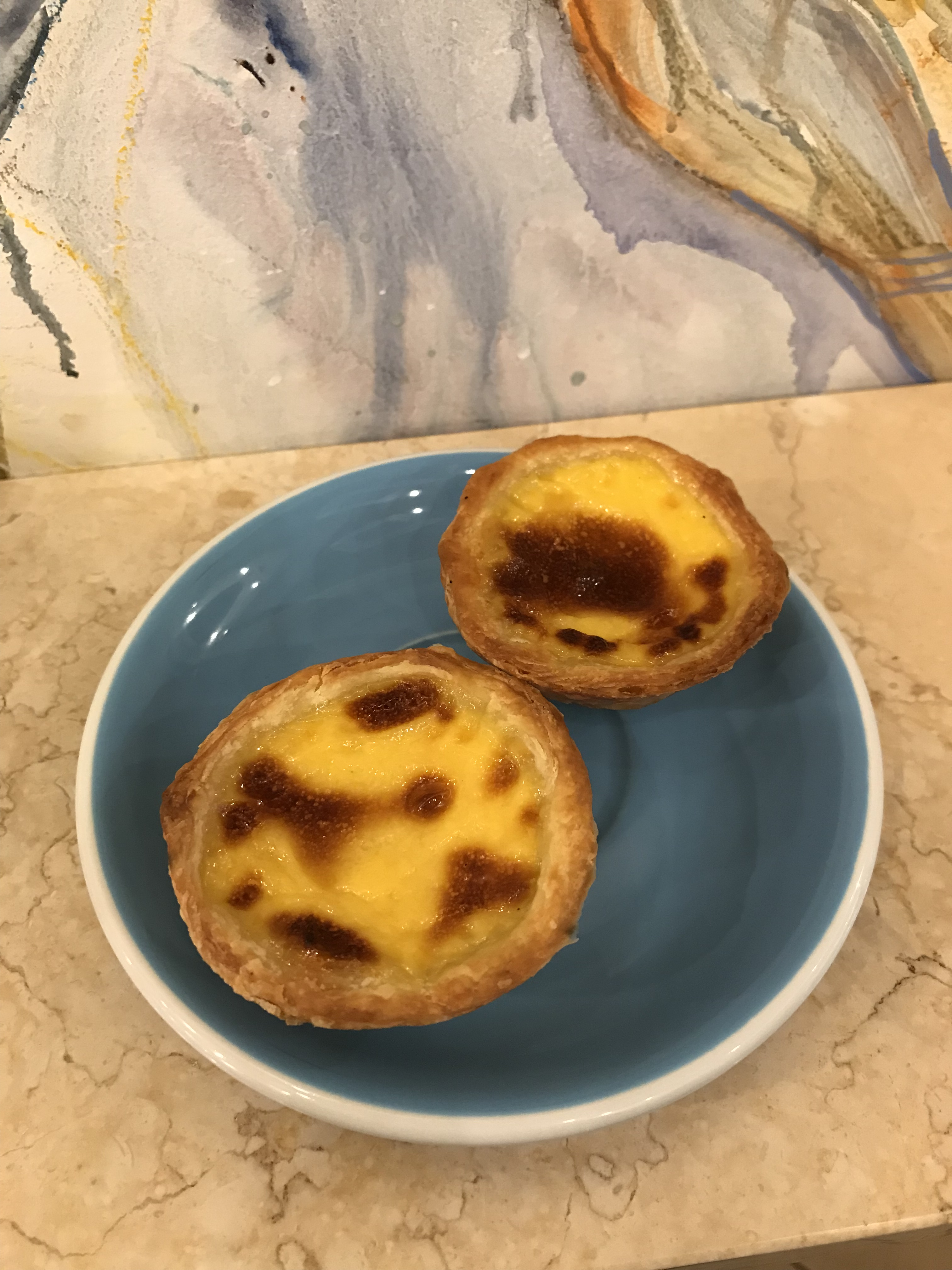
Паштейші-де-ната в нині закритій київській паштеларії «Португеза»